# Puccinellia kattegatensis
Puccinellia kattegatensis är en gräsart som först beskrevs av Leopold Martin Neuman, och fick sitt nu gällande namn av Holmb. Puccinellia kattegatensis ingår i släktet saltgrässläktet, och familjen gräs. Inga underarter finns listade i Catalogue of Life.